# 疇地宏
疇地 宏（あぜち ひろし）は、大阪大学大学院理学研究科教授。工学博士。
専門はレーザー核融合で、
1. 直接照射方式のレーザー核融合実験、それに関連する流体力学的不安定性物理現象の基礎実験
2. 宇宙空間や惑星内部と等価な条件をレーザーを用いて実験室で模擬する、実験室宇宙・惑星物理の実験

を主な研究テーマとしている。

## 来歴・人物
- 愛知県立瑞陵高等学校卒業
- 1974年 岐阜大学工学部電気工学科卒業
- 1976年 岐阜大学大学院工学研究科電気工学専攻修了
- 1979年 大阪大学大学院工学研究科電気工学専攻修了
- 1980年 大阪大学助手
- 1981年 イェール大学助手（兼任、- 1982年）
- 1989年 大阪大学講師
- 1991年 大阪大学助教授
- 1999年 大阪大学教授
- 2009年-2017年3月 大阪大学レーザーエネルギー学研究センター長

## 特許・実用新案・意匠
- 核融合照射配位決定方法、核融合照射配位決定装置、及び核融合装置、村上匡且、猿倉信彦、畦地宏、安原亮、川嶋利幸、管博文、特許第5669106号（登録）、2010年07月、2014年12月
- 中性子検出用シンチレータ及び中性子測定装置、疇地宏、猿倉信彦、有川安信、中井光男、菅博文、村田貴広、須山敏尚、藤野茂、薄善行、吉田英樹、吉川 彰、特開2010-261753（公開）、2009年04月

## 受賞
- 第35回レーザー学会業績賞（進歩賞）、2011年05月
- 2007 Daiwa-Adrian Prize, 2007年12月